# تاکتیک نظامی

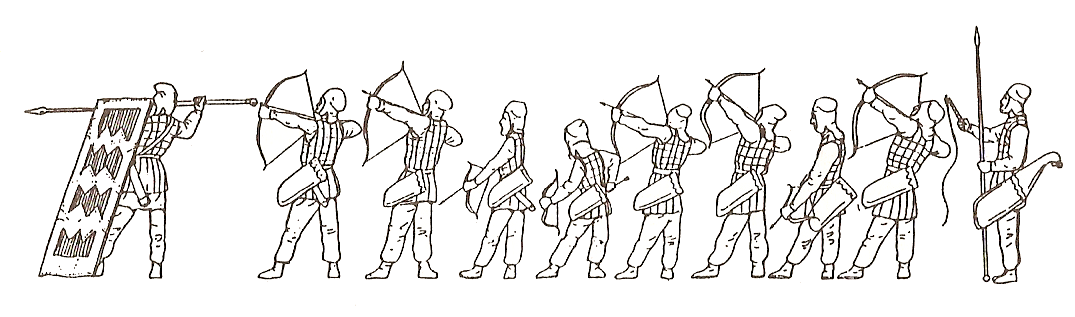
آرایش پدافند در سپاهیان ایران باستان. صف نخست: پیاده‌نظام با سپر و نیزه. صفوف بعد: کمانداران. صف پسین: فرمانده یا سرپرست.

تاکتیک نظامی یا هنر سازماندهی ارتش، فن کاربرد سلاح و یگان‌های نظامی به منظور درگیری و شکست دشمن در نبرد است. تحولات فلسفه و فناوری در طول تاریخ تأثیرات عمیقی بر تاکتیک‌های نظامی گذاشته‌اند.
تا پیش از سده ۱۹ میلادی بسیاری از تاکتیک‌های نظامی محدود به میدان نبرد بودند. برای مثال چگونگی مانور یگان‌ها در نبردی که در زمین باز انجام می‌شد جزو این تاکتیک‌ها به‌شمار می‌آمد. تاکتیک در تفکرات نظامی معاصر پایین‌ترین سطح طرح‌ریزی به‌شمار می‌آید که در آن یگان‌های کوچک که شامل چند ده نفر تا چند صد نفر می‌شوند شرکت دارند. یگان‌ها در آرایش‌هایی سازماندهی می‌شوند که دارای سطح بالاتری از طرح‌ریزی به نام کاربرد عملیاتی نیروها هستند. سومین لایهٔ طرح‌ریزی نظامی، راهبرد نظامی است که دربارهٔ توانایی‌های کلی و طرح‌ریزی برای دستیابی به نتایج درازمدت می‌باشد؛ بنابراین جنگ عملیاتی، سطحی میانی است که هدف از آن تبدیل راهبرد (بالاترین سطح) به تاکتیک (پایین‌ترین سطح طرح‌ریزی) است.
تاکتیک‌های ویژه برای شرایط گوناگون وجود دارند که گسترهٔ آن‌ها از تأمین یک اتاق یا ساختمان شروع می‌شود و تا عملیات‌های وسیعی که برای مثال هدفشان ایجاد برتری هوایی بر فراز یک منطقه‌است ادامه می‌یابند. امروزه تاکتیک‌های نظامی در تمام سطوح فرماندهی از یک فرد و گروه تا کل نیروهای مسلح را شامل می‌شوند. در واقع یگان‌هایی که در جنگ استفاده می‌شدند انعکاسی از تاکتیک‌های هم‌عصرشان بوده‌اند و اندازه و ترکیب آن‌ها نیز به نسبت تغییر کرده‌است.
دستور رزمی شماره ۰–۳ ارتش ایالات متحده، تاکتیک را به این صورت تعریف کرده‌است: تاکتیک - (وزارت دفاع) ۱. به‌کارگیری یگان‌ها در نبرد. ۲. آرایش و مانور منظم یگان‌ها در مقابل یکدیگر یا در مقابل دشمن به منظور بهره‌برداری از حداکثر توان آن‌ها. (نیروی زمینی) به‌کارگیری یگان‌ها در نبرد. تاکتیک شامل آرایش و مانور منظم یگان‌ها در مقابل یکدیگر، عوارض زمین و دشمن به منظور تبدیل نیروی بالقوهٔ نبرد به درگیری‌ها و نبردهای فاتحانه‌است. (FM 3-0).
ارتش ایالات متحده جنگ را به سه سطح تقسیم‌بندی می‌کند: ۱. سطح راهبردی که شامل سطح ملی و سطح (صحنه‌ی) فرماندهی نبرد است. ۲. سطح عملیاتی که از اعمال مشترک نیروها که شامل نیروهای مرکب دریایی و قدرت هوایی به همراه عملیات‌های زمینی و آبخاکی می‌شود شروع شده و به ردهٔ تیپ مانورکننده می‌رسد. ۳. سطح تاکتیکی که از تیپ مانورکننده تا کوچک‌ترین عناصر رزمنده نظیر یک نفر سرباز را شامل می‌شود.
بسیاری از مردمی که حتی تا حدودی با واژگان نظامی آشنایی دارند، اصطلاحات «راهبرد» و «تاکتیک» را به شکل اشتباه به جای هم به کار می‌برند.
تاکتیک‌های نظامی را می‌توان هم جزو علم دانست و هم هنر. اصول اولیه‌ای وجود دارند که—در صورت اجرا—دست کم باعث ایجاد شایستگی می‌شوند. همچنین «مشق‌های جنگی» که هدفشان افزایش واکنش خودکار به وضعیت‌های خاص است و بسیاری از راهنماها و دستورالعمل‌هایی که در طول سده‌ها نوشته شده‌اند باعث شکل‌گیری تاکتیک‌ها شده‌اند. تاکتیک‌ها برای بسیاری، غریزی هستند. برخی اوقات می‌توان آن‌ها را آموزش داد؛ و در کل می‌توان گفت تاکتیک‌ها ترکیبی متغیر از روانشناسی، فیزیک و آمار هستنند.
برخی از عادات از آغاز جنگاوری تاکنون تغییر نکرده‌اند: کمین، دستیابی و دور زدن جناحین، حفظ شناسایی، ساخت و کاربرد موانع و استحکامات و غیره. استفاده از زمین به بهترین شکل ممکن تفاوت چندانی نکرده‌است. ارتفاعات، رودخانه‌ها، باتلاق‌ها، گذرگاه‌ها و پوشش‌های طبیعی می‌توانند به صورت‌های مختلف مورد استفاده قرار گیرند.
چیزی که به‌طور مداوم در حال تغییر است، ابعاد فناوری جنگی و جامعه‌شناسی جنگاوران است. شایسته‌است که دربارهٔ تفاوت‌های فناوری و جوامعی که انواع مختلفی از سربازان یا جنگجویانی چون لژیونرهای رومی، سواره‌نظام کماندار مغول، کمانگیران چینی، کت‌قرمزهای بریتانیایی یا یک چترباز نیروی هوایی تولید کرده‌اند پژوهش شود. هر کدام از آن‌ها محدود به سلاح‌ها، تدارکات و شرایط اجتماعی خاصی هستند و در نتیجه به شیوهٔ متفاوتی از میدان نبرد استفاده می‌کنند اما معمولاً نتایجی را که از تاکتیک‌هایشان انتظار دارند مشابه‌است.